# Peter Wilson (tir sportif)
Pour les articles homonymes, voir Peter Wilson et Wilson.
Peter Robert Russell Wilson, né le 15 septembre 1986 à Dorchester (Angleterre), est un tireur sportif britannique.

## Palmarès
- Jeux olympiques de 2012 à Londres (Royaume-Uni) :
  -  Médaille d'or sur l'épreuve de double trap.